# Fumiko Hayashi (scriitoare)
Fumiko Hayashi (林 芙美子 Hayashi Fumiko?, n. 31 decembrie 1903 sau 1904 – d. 29 iunie 1951) a fost o poetă și romancieră japoneză.

## Biografie
Fumiko Hayashi s-a născut în orașul Shimonoseki din prefectura Yamaguchi, ca fiică a lui Assatarō Miyata, vânzător ambulant de mărfuri diverse și articole de lac, și a lui Kiku Hayashi, fiica unui farmacist din Kagoshima. A crescut într-o sărăcie extremă. Când Fumiko avea șapte ani, părinții ei au divorțat, din cauza infidelității tatălui ei, iar mama ei s-a recăsătorit cu un alt negustor ambulant pe nume Kisaburo Sawai, iar apoi cei trei au călătorit timp de șase ani prin diferite locuri de pe insula Kyūshū. Educația formală a lui Fumiko a început în 1910 în orașul Nagasaki și a fost întreruptă de mai multe ori ca urmare a mutării frecvente a familiei sale prin diferite locuri ale Japoniei.
Familia ei s-a stabilit în 1916 în orașul maritim Onomichi din prefectura Hiroshima, iar profesorul Masao Kobayashi i-a încurajat preocupările literare și a sfătuit-o să urmeze cursurile Liceului de Fete din Onomichi. Fumiko a lucrat ca muncitoare în tura de noapte la o fabrică de pânzeturi în cei patru ani de liceu, timp în care a publicat poezii în ziarele locale. După ce a absolvit liceul în 1922, Fumiko Hayashi s-a mutat la Tokyo cu un iubit și a practicat diverse meserii. A reușit să obțină un serviciu mai bun după un an, dar, cu toate acestea, iubitul ei nu s-a mai căsătorit cu ea, din cauza obiecțiilor familiei sale, ceea ce a făcut-o să-și piardă încrederea în bărbați. A trăit apoi cu un actor (cu care a fost căsătorită în perioada 1924-1925) și cu un poet anarhist, care, potrivit celor afirmate în scrierile ei, au abuzat amândoi de naivitatea ei. Fumiko a reușit cu greutate să se întrețină prin practicarea unor meserii diverse: servitoare, muncitoare în fabrică, chelneriță, casieră la o baie publică, vânzătoare și funcționară și-a găsit consolarea în jurnalul ei, care a constituit sursa principală a cărții Hōrōki (Jurnalul unui vagabond, 1930).
În anul 1926 s-a mutat cu pictorul Rokutoshi Tezuka (手塚 緑敏?), student la arte, cu care a dus o viață fericită, dar modestă, și cu care s-a căsătorit legal în 1944, soțul preluând atunci numele ei de familie. Cei doi au adoptat un băiețel. Această viață fericită dusă însă în sărăcie a fost descrisă în povestirea autobiografică „Seihin no sho” („O cronică a sărăciei onorabile”, 1931).
Romanul autobiografic Hōrōki (1928) a transformat-o într-o scriitoare celebră și i-a permis să călătorească în China, Anglia, Franța și Asia de Sud-Est. Fumiko Hayashi a continuat să publice, fiind tot mai solicitată de editori. După declanșarea celui de-Al Doilea Război Chino-Japonez în 1937, soțul ei a fost mobilizat în armată și trimis în China, iar Fumiko a acceptat oferta de a merge în China pe post de corespondent de război, asistând astfel la ocuparea orașului Nanking în decembrie 1937. Ea a ținut cuvântări ostașilor și a scris reportaje de război din Hankou, nordul Manciuriei și Indochina. Scriitoarea a fost criticată ulterior pentru acceptarea călătoriilor sponsorizate de guvernul militarist japonez în China ocupată și trimiterea unor reportaje favorabile despre administrația japoneză. În perioada 1942–1943 a făcut parte dintr-un grup mai mare de scriitoare care au călătorit în Asia de Sud-Est, petrecând aproximativ jumătate de an în principal pe insulele Java și Sumatra. Unele dintre activitățile ei au fost prezentate atât în presa locală indoneziană, cât și în presa japoneză. Activitatea ei în perioada războiului a constituit o sursă de inspirație pentru romanul Ukigumo (Nori plutitori, 1949-1951).
Starea ei de sănătate s-a deteriorat tot mai mult ca urmare a efortului depus. A murit în 1951 în urma unui atac de cord, la două luni după terminarea romanului Ukigumo (1949-1951). Funeraliile ei au fost prezidate de renumitul scriitor Yasunari Kawabata, care i-a fost prieten.

## Activitatea literară

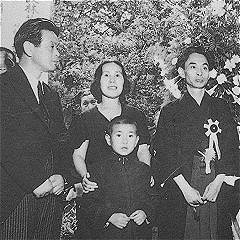
Yasunari Kawabata (în dreapta) și alți prieteni apropiați la înmormântarea lui Fumiko Hayashi, 1951

Cariera literară a lui Fumiko Hayashi a început în 1924, când primele ei poeme au fost publicate în ziarul proletar Bungei Sensen („Frontul Literar”). Ea a intrat în contact cu un grup de poeți anarhiști precum Kyōjirō Hagiwara (1899-1938), Shigeji Tsuboi (1897-1975) și Shinkichi Takahashi (1901-1987), ajungând, prin intermediul lor, să-i cunoască pe romancierii Kōji Uno (1891-1961), Shūsei Tokuda (1872-1943) și Taiko Hirabayashi (1905-1972). A aderat la Grupul Femeilor Scriitoare, înființat în 1926 de Hirabayashi, și a publicat poemul „Kibibatake” („Lanul de porumb”, 1928) în revista grupului, Nyonin Geijutsu, redactată de romanciera și dramaturga Hasegawa Shigure (1879-1941). Publicarea în foileton în paginile aceleiași reviste a jurnalului ei liric sub titlul „Aki ga kitanda” („A venit toamna”, 1928) a atras atenția unei edituri, care s-a oferit să-l publice sub forma unei cărți.
Romanul autobiografic Hōrōki (放浪記, 1930; tradus în engleză ca „Vagabond's Song” sau „Diary of a Vagabond”), care a fost adaptat ulterior în filmul anime Wandering Days, a fost un bestseller, deși reacțiile critice au fost mixte. Povestirile autobiografice „Fūkin to uo no machi” („Orașul cu orgă și pește”) și „Seihin no sho” („O cronică a sărăciei onorabile”) au transformat-o într-o scriitoare desăvârșită. O parte din povestirile sale autobiografice au fost incluse în volumul Kanojo no Rireki („Viața ei”, 1932). Încasările obținute din vânzarea cărților i-au permis să călătorească la Paris, iar după întoarcerea în Japonia a primit solicitări să țină discursuri și să scrie eseuri despre călătoriile sale în străinătate. Fumiko Hayashi a început să scrie opere literare care nu mai aveau caracter autobiografic precum Nakimushi Kozō („Cry Baby”, 1934) și Kaki („Scoica”, 1935).
În perioada postbelică a publicat numeroase povestiri, eseuri și romane precum „Fubuki” („Viscolul”, 1946), „Bangiku” („Crizantema târzie”, 1948), „Hone” („Oase”, 1949) și „Shitamachi” („Centrul orașului”, 1949), care prezintă viețile unor oameni obișnuiți care luptă cu tenacitate în condițiilor unor circumstanțe adverse.
Opera lui Hayashi este cunoscută pentru temele sale feministe. Multe dintre scrierile sale urmăresc femei cu spirit liber și relațiile lor zbuciumate. O altă lucrare cunoscută este romanul ei târziu Ukigumo (Nori plutitori, 1951), care a fost adaptat într-un film de Mikio Naruse în 1955. Naruse a adaptat cinematografic mai multe cărți ale ei și a realizat, de asemenea, un film biografic despre viața ei intitulat Horoki (A Wanderer's Notebook, 1962).
Traducerile lui Joan E. Ericson (1997) și analiza scrierilor extrem de populare Hōrōki și Suisen (Narcis) sugerează că mesajul lui Hayashi este înrădăcinat în claritatea cu care ea exprimă umanitatea nu doar a femeilor, ci și a altor persoane din pătura inferioară a societății japoneze.

## Opera
Printre scrierile lui Fumiko Hayashi se află:
- 1930: Hōrōki (Jurnalul unui vagabond) - roman autobiografic;[10] sursă pentru filmul A Wanderer's Notebook (Horoki, 1962) al lui Naruse[12]
- 1931: „Fūkin to uo no machi” („Orașul cu orgă și pește”) - povestire autobiografică[10]
- 1931: „Seihin no sho” („O cronică a sărăciei onorabile”) - povestire autobiografică[10]
- 1932: Kanojo no Rireki („Viața ei”, 1932) - colecție de povestiri autobiografice[10]
- 1934: Nakimushi Kozō (Cry Baby) - roman;[10] sursă pentru filmul Crybaby Apprentice (Nakimushi kozō, 1938) al lui Shirō Toyoda
- 1936: Inazuma (Fulger) - roman; sursă pentru filmul Fulger (Inazuma, 1952) al lui Naruse[12]
- 1947: Uzushio (Curenți turbionari) - roman
- 1948: „Bangiku” („Crizantema târzie”) - povestire;[10] câștigătoare a Premiului literar al femeilor; una dintre sursele filmului Late Chrysanthemums (Bangiku, 1954) al lui Naruse[12]
  - tradusă în engleză de două ori: de John Bester (Japan Quarterly) și Lane Dunlop (ISBN: 978-0865472297)
- 1949: „Shirosagi” - povestire; una dintre sursele filmului Late Chrysanthemums (1954) al lui Naruse[12]
- 1949: „Suissen” - povestire; una dintre sursele filmului Late Chrysanthemums (1954) al lui Naruse[12]
- 1950: Chairo no me - roman; sursă pentru filmul Soția (Tsuma, 1953) al lui Naruse[12]
- 1951: Ukigumo (Nori plutitori) - roman[10] sursă pentru filmul Floating Clouds (Ukigumo, 1955) al lui Naruse. Tradus în engleză de Lane Dunlop (ISBN: 978-0231136297)
- 1951: Meshi (Ospățul) - roman; sursă pentru filmul Repast (Meshi, 1951) al lui Naruse[12]

## Galerie

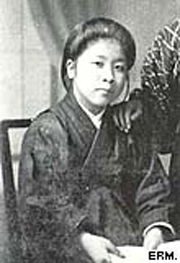
1918
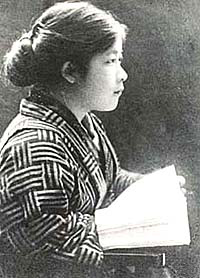
1921
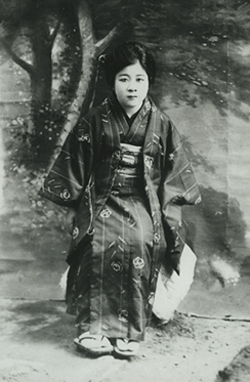
1926
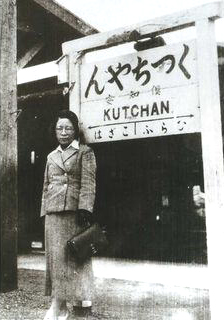
1929
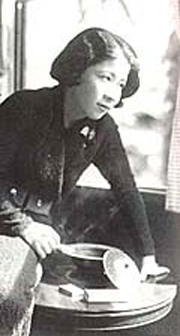
1934
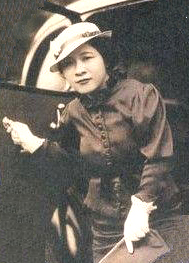
1940